# Animation Magic
Animation Magic (en ruso: Магия анимации, romanizado: Magiya Animatsii) fue un estudio de animación ruso-estadounidense creado en Gaithersburg, Maryland, con oficinas en Cambridge, Massachusetts y una subsidiaria de propiedad del 100% ubicada en San Petersburgo, Rusia. Desarrolló animaciones para software basado en CD. La empresa fue adquirida en diciembre de 1994 por Capitol Multimedia.
En 1994 tenía 90 empleados, incluidos 12 ingenieros de software y aproximadamente 60 animadores, gráficos por computadora, artistas de fondo y sprites. Sus productos incluyen Link: The Faces of Evil, Zelda: The Wand of Gamelon, Mutant Rampage: Bodyslam, Pyramid Adventures, IM Meen, Chill Manor, Hotel Mario, King's Quest VII: The Princeless Bride, Darby the Dragon y la cancelada Warcraft Adventures: Lord of the Clans.
En abril de 1997, Animation Magic fue adquirida por Davidson & Associates, para quien la compañía había estado desarrollando Warcraft Adventures, un juego de aventuras gráficas de apuntar y hacer clic basado en la franquicia Warcraft.
Al ser comprada por Davidson & Associates, Animation Magic pasó a formar parte de CUC Software, y su fundador y director ejecutivo, Igor Razboff, pasó a ser vicepresidente de CUC Software. En 1998, CUC Software pasó a llamarse Cendant Software después de que la matriz CUC International se fusionara con HFS, Inc.
En diciembre de 1998, Cendant Software se vendió a Havas, una subsidiaria de Vivendi, y se convirtió en Vivendi Universal Games. En 2001, Vivendi Universal Games cerró Animation Magic.

## VZ.lab
En 2001, varios ex empleados de Animation Magic formaron gran parte de un estudio de desarrollo de videojuegos llamado VZ.lab, y en 2001 registraron un dominio para el sitio web oficial de la empresa. En junio de 2002, comenzaron su primer proyecto, un juego de aventuras llamado Jadernyj Titbit (traducido aproximadamente: Nuclear Titbit), que apareció en las tiendas el 14 de febrero de 2003 y obtuvo muchos comentarios positivos de la prensa y los jugadores. En la primavera de 2004, se lanzó "Revolutionary Quest" (aunque no se encontró mucha información sobre este título), y en agosto del mismo año, Nuclear Titbit: Flashback (también conocido como Nuclear Titbit 1.5). Una colección de mini-arcadas basadas en el sensacional juego no solo se ganó el amor de los fanáticos de la primera instalación, sino que también fue nombrada "La mejor misión de 2004" en la ceremonia de los Premios All-Russian Gameland.
Además de crear juegos completos, VZ.lab participó activamente en la subcontratación de trabajo para clientes rusos y occidentales. Uno de los últimos proyectos de subcontratación en los que trabajaron fue Star Legacy (sin relación con el juego Star Trek de 2006), donde afirmaron haber creado modelos de todos los personajes para él. Es probable que sea el título ligeramente diferente de Star Heritage 1: The Black Cobra de Rusia, donde la palabra 'patrimonio' puede intercambiarse con 'legado' en el título.
En el otoño de 2005, tuvieron lugar dos estrenos más. La compañía lanzó el FPS Nevsky Titbit 3D lleno de acción y salvaje, que tiene lugar en San Petersburgo, y la estrategia táctica por turnos Brothers , que te permite asumir el papel de los mafiosos "legendarios" de principios de los 90.
En el otoño de 2006, se lanzaron dos juegos más, para citar su página Acerca de, "creados en las entrañas de nuestro estudio: la búsqueda psicodélica" Nuclear Titbit 2 y el salvaje juego arcade y de aventuras point-and-click How to get your neighbor 3: In the office. Entonces, el equipo de VZ.lab estaba trabajando en un juego de aventuras en tres dimensiones Roman Trachtenberg: In Search of the Perfect Joke , en el que su estreno se produjo en noviembre de ese año. Sin embargo, falta más información sobre ese juego en los sitios web de terceros, y es probable que se pierda para siempre junto con la desaparición del equipo después de 2007, ya que su sitio web dejó de funcionar a principios de 2010.